# Oude Ambachten & Speelgoed Museum
Het Oude Ambachten & Speelgoed Museum is een interactief museum in Terschuur, gelegen in de gemeente Barneveld in de provincie Gelderland, Nederland. 
Dit museum biedt een unieke reis terug in de tijd met een uitgebreide collectie van meer dan 160 oude ambachten, historische werkplaatsen en een indrukwekkende verzameling antiek speelgoed. 
Het is een populaire bestemming voor families, schoolklassen en groepen die op zoek zijn naar leuke uitjes in Gelderland, vooral in de Veluwe-regio. 
Bezoekers kunnen niet alleen kijken, maar ook aanraken en ervaren hoe het leven er vroeger aan toeging, wat het museum bijzonder geschikt maakt voor educatieve en recreatieve dagjes uit. Met speurtochten, speelruimtes en nostalgische tentoonstellingen is het een unieke combinatie van attracties voor jong en oud, genomineerd als beste DagjeWeg van Gelderland in 2025.

## Geschiedenis
De oorsprong van het museum gaat terug naar de jaren '70, toen Kees Bakker, een veehouder uit Terschuur, begon met het verzamelen van oude spullen als hobby. Hij bouwde een schuur naast de kaasmakerij van zijn ouders om zijn groeiende collectie onder te brengen. 
In 1992 werd deze verzameling officieel geopend als het 'Oude Ambachten & Werktuigen museum', een klein streekmuseum met ongeveer 20 boeren- en plattelandsambachten dat enkele duizenden bezoekers per jaar trok.
In 1994 moest de familieboerderij wijken voor een industriegebied, waardoor Bakker stopte met boeren en zich volledig richtte op zijn verzameling. 
Op 26 juni 1995 opende het Oude Ambachten & Speelgoed Museum officieel in een voormalige kuikenboerderij, waar het nog steeds gevestigd is. De collectie was toen uitgebreid tot 40 ambachten, en het speelgoedgedeelte begon met een verzameling van een speelgoed stichting.
In 1999 werd een bovenroute toegevoegd met 50 extra ambachten
In 2001 verhuisde de speelgoed stichting, waarop Bakker een eigen speelgoedafdeling opstartte. 
In 2006 kwam er een benedenroute met nieuwe ambachten zoals de verfmenger, dameskapper, mijnwerker, metselaar en een oude autogarage, resulterend in totaal 160 ambachten. 
In 2012 werd het speelgoedgedeelte verder uitgebreid met items zoals LEGO en Meccano.
Het museum bestaat in 2025  30-jarig  en blijft groeien met wisselende tentoonstellingen en interactieve elementen, waardoor het een levendig eerbetoon is aan de Nederlandse geschiedenis van 1900-1980.

## Collectie
Het museum beslaat in totaal zo'n 4400 vierkante meter. De collectie van het museum omvat meer dan 160 oude ambachten en werkplaatsen, gepresenteerd in thematische ruimtes zonder glas, zodat bezoekers alles van dichtbij kunnen bekijken en vaak aanraken. De collectie van het museum, die bestaat uit maar liefst één miljoen voorwerpen, is onderverdeeld in drie hoofdcategorieën. Ambachten, Speelgoed en wisselende tentoonstellingen. 

### Ambachten
Voorbeelden zijn historische winkeltjes zoals de kruidenier, bakkerij en apotheek, maar ook ambachten als mandenmaker, klompenmaker en smid. Er zijn secties gewijd aan klederdracht, oude schoolbankjes, eerste televisies en huishoudelijke items zoals Vim-reinigingsmiddelen.
Buiten staan oude landbouwwerktuigen en machines tentoongesteld. De collectie vertelt verhalen over het dagelijks leven in Nederland tussen 1900 en 1980, met nadruk op handarbeid en sociale interacties in een tijd zonder moderne technologie. Dit maakt het museum niet alleen educatief, maar ook nostalgisch en inspirerend voor bezoekers die geïnteresseerd zijn in erfgoed en geschiedenis.

### Historisch Speelgoed
Het speelgoedmuseum is een hoogtepunt met antiek speelgoed uit de vorige eeuw, waaronder porseleinen poppen, Dinky Toys. 
Maar ook ouderwetse houten spelletjes, het oudste Monopolie spel, oude bouwdozen, porseleinen poppen, handgemaakte poppenhuizen, een speciale antieke beren verzameling met onder andere Steiff, Herman, Nisbit.
De verzameling weerspiegelt de sociale geschiedenis van kinderen in Nederland en is een hoogtepunt voor kinderen. Voor kleine kinderen en peuters zijn er speelhoeken en interactieve elementen. Voor bezoekers die de periode hebben meegemaakt viert vaak een feest van herkenning, wat het museum een unieke combinatie voor jong en oud geeft.

### Wisselende Tentoonstellingen
Naast de permanente collectie organiseert het museum wisselende exposities die specifieke thema’s of periodes belichten, zoals geschiedenis in Gelderland of bijzondere verzamelingen. 
Om de paar maanden is een nieuwe expositie te bezichtigen.

## Activiteiten en faciliteiten
Voor kinderen zijn er twee speurtochten: de 'Speurtocht door het Verleden' en het 'Cornelis de verzamelaar' Doe-Boekje met spelletjes, raadsels en opdrachten. Er is een speelruimte binnen en het Oud Hollands Spellen Plein buiten, waar oud hollandse spellen beschikbaar zijn zoals steltlopen, zaklopen, hoefijzerwerpen en spijkerbroek hangen.
Wisselende tentoonstellingen in de expositiezalen houden het aanbod fris, en vrijwilligers demonstreren ambachten zoals mandenmaken of harmonicaspelen.

## Praktische informatie
Het museum is gevestigd aan de Rijksweg 87, 3784 LV Terschuur. 
Openingstijden: dinsdag t/m zondag van 10:00 tot 17:00 uur (maandag gesloten, behalve in vakanties).
Het museum is rolstoeltoegankelijk, met liften en aangepaste faciliteiten, en accepteert Museumkaarten (beperkingen kunnen gelden).
Parkeren is gratis en er is een garderobe beschikbaar. 
Het museumcafé serveert koffie, gebak, lunch en snacks en voor groepen zijn arrangementen beschikbaar, zoals rondleidingen of bedrijfsuitjes.